# Grzybówka fioletowawa

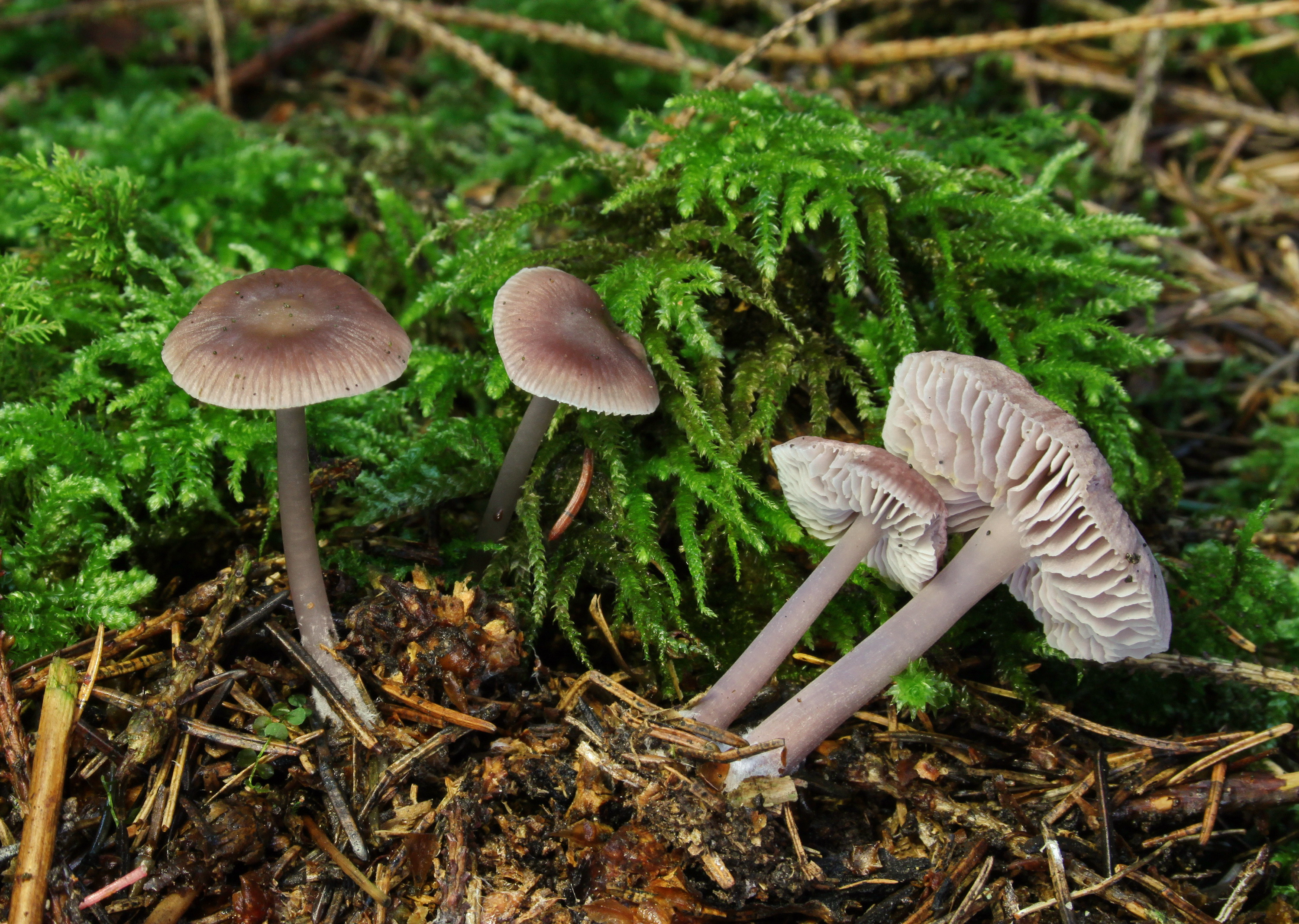

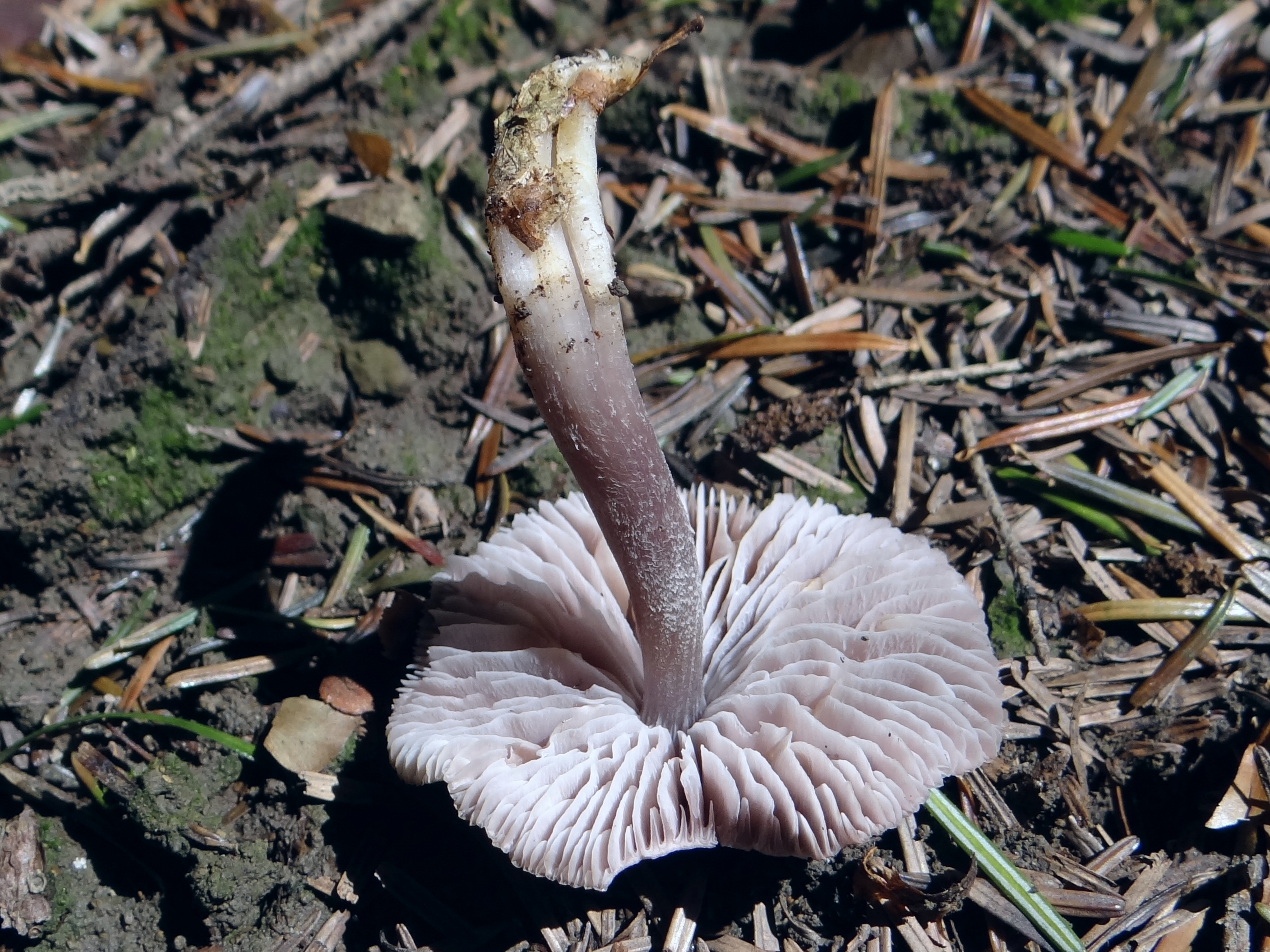

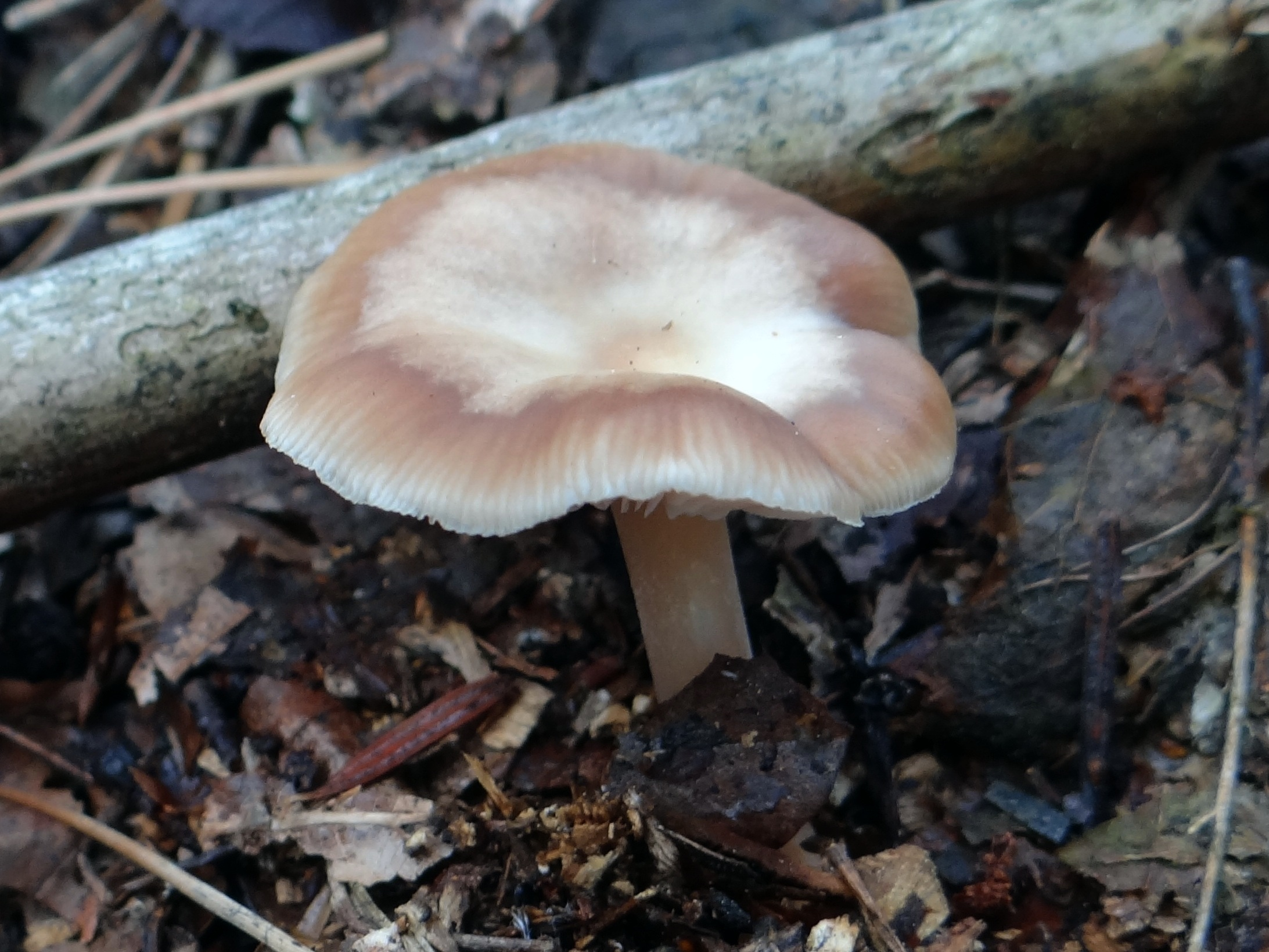

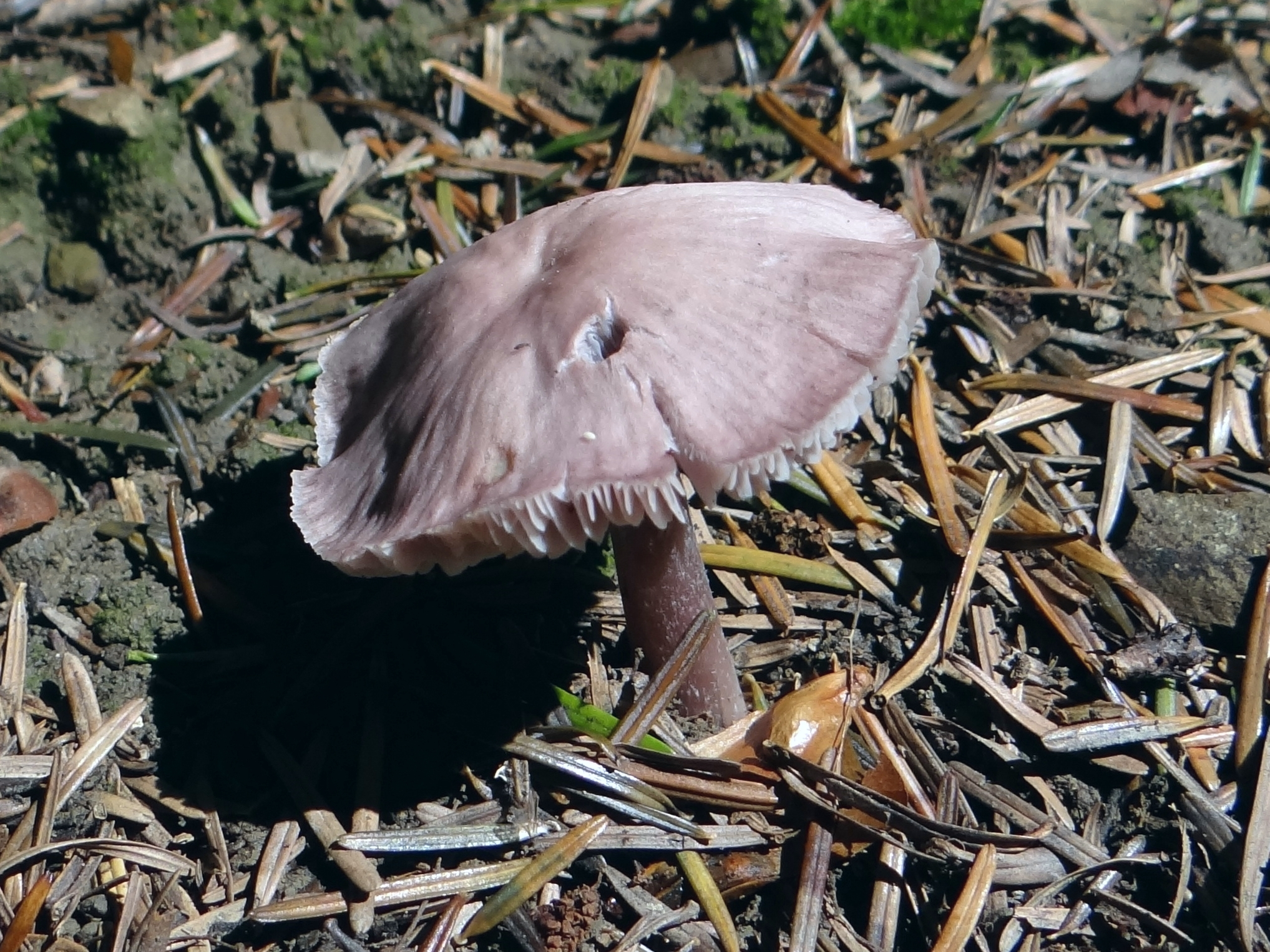
Czasami jest bardzo podobna do grzybówki różowej

Grzybówka fioletowawa (Mycena pura (Pers.) P. Kumm.) – gatunek grzybów z rodziny grzybówkowatych (Mycenaceae).

## Systematyka i nazewnictwo
Pozycja w klasyfikacji według Index Fungorum: Mycena, Mycenaceae, Agaricales, Agaricomycetidae, Agaricomycetes, Agaricomycotina, Basidiomycota, Fungi.
Po raz pierwszy takson ten opisał w 1794 r. Persoon, nadając mu nazwę Agaricus purus, do rodzaju Mycena przeniósł go P. Kumm. w 1871 r.
Synonimów nazwy naukowej jest ponad 50.
W polskim piśmiennictwie mykologicznym gatunek ten znany był pod nazwami bedłka liliowa i grzybówka czysta (szczególnie popularna w atlasach grzybów jest ta druga nazwa będąca dosłownym tłumaczeniem nazwy łacińskiej). Władysław Wojewoda uważał, że obydwie są nieprawidłowe i w 1987 r. zmienił nazwę na grzybówka fioletowawa.

## Morfologia
Kolory tego gatunku są bardzo zmienne. U młodych owocników występują liliowe i fioletowe barwy, ale podczas dojrzewania znacznie się zmieniają i owocniki przyjmują zabarwienie białawe, żółtawe, różowe, brązowe, a nawet czerwone. Barwa owocników nie wystarcza do identyfikacji tej grzybówki
Kapelusz
Średnica 2–6 cm, kształt początkowo wypukły do dzwonkowatego, potem rozpostarty. Powierzchnia naga, początkowo liliowo-fioletowa, później biaława, żółtawa, różowo-brązowa lub czerwonawa.
Blaszki
Średniogęste, zatokowato przyrośnięte do trzonu, barwy od białawej do szarobiałej, często różowo lub fioletowo nabiegłe. Przy trzonie często połączone są anastomozami.
Trzon
Wysokość 4–10 cm, grubość 0,4–0,6 cm, cylindryczny, pusty, łamliwy. Powierzchnia lśniąca, gładka lub z drobnymi włoskami, biaława lub w kolorze kapelusza.
Miąższ
Wodnisty, barwy białawej lub szarawej. Zapach i smak wyraźnie przypominające rzodkiew.
Cechy mikroskopowe
Wysyp zarodników biały. Zarodniki długoeliptyczne lub niemal cylindryczne, słabo amyloidalne lub nieamyloidalne, o gładkiej powierzchni. Mają rozmiar 6–10 × 3–4 μm. Podstawki z 4 sterygmami. Cheilocystydy i pleurocystydy występują w różnej liczbie; czasami rzadko i w rozproszeniu, czasami licznie. Są wybrzuszone lub szeroko wrzecionowate i mają rozmiar 40–70 × 10–20 μm.

## Występowanie i siedlisko
Gatunek szeroko rozprzestrzeniony, poza Antarktydą występuje na wszystkich kontynentach i na wielu wyspach. W Europie północna granica zasięgu biegnie przez Islandię i północne obszary Półwyspu Skandynawskiego. W Europie Środkowej jest jednym z najczęściej występujących grzybów, w Polsce również jest bardzo pospolity.
Owocniki wytwarza od wiosny do jesieni. Występuje w lasach zarówno liściastych, jak iglastych i mieszanych, w zaroślach, ale także na terenach otwartych; na łąkach, ugorach, trawiastych murawach itp..

## Znaczenie
Saprotrof. Według niektórych źródeł jest grzybem słabo trującym dla człowieka. Wywołuje zaburzenia trawienne (prawdopodobnie przyczyną są pochodne indolu) i zawiera związki psychotropowe. Według innych źródeł jest stosunkowo dla ludzi mało szkodliwa, jednak z łatwością może być pomylona z trującą grzybówką różową, z tego też względu nie należy jej zbierać w celach spożywczych.

## Gatunki podobne
Grzybówkę fioletowawą można łatwo pomylić z trującą grzybówką różową (Mycena rosea), gdyż często ma ona takie samo różowe ubarwienie i morfologicznie obydwa te gatunki są podobne. Podobna jest też grzybówka gołębia (Mycena pelianthina). Najłatwiej odróżnić od nich grzybówkę fioletowawą po rzodkiewkowym zapachu i smaku, pomocne przy rozróżnianiu tych gatunków są też inne cechy: grzybówka różowa nie występuje w lasach iglastych, grzybówka gołębia ma ciemniejsze blaszki i ciemniej zabarwione ostrza blaszek. Rosnąca w lasach liściastych grzybówka fioletowawa morfologicznie jest trudna do odróżnienia od grzybówki różowej.